# 長井市議会
長井市議会（ながいしぎかい）は、山形県長井市の地方議会である。

## 概要
- 定数：16人
- 任期：4年。議会解散が実施されれば任期満了前であっても議員任期は終了する。
- 前回選挙：2023年（令和5年）4月23日選挙（無投票）[1]

- 選挙区：市全体を1選挙区とする大選挙区制（単記非移譲式）
- 所在地：山形県長井市栄町1番1号（長井市役所内）
- 議長： 内谷邦彦（2025年5月～）
- 副議長：梅津善之（2025年5月～）
- 主な役割：審議、議決、一般質問、代表質問、同意、市政のチェック、請願や陳情の審査、意見書の提出、調査研究、充て職、行政行事出席、行政視察等

### 委員会
- 議会運営委員会

#### 常任委員会
- 総務常任委員会
- 文教常任委員会
- 厚生常任委員会
- 産業・建設常任委員会

#### 特別委員会
- 予算特別委員会
- 決算特別委員会

### 本会議
- 定例会：3月、6月、9月、12月
- 臨時会：随時

### 事務局
- 議会事務局

## 会派
| 会派名             | 議員数 | 所属党派            | 議員名                                 | 女性議員数 |
| ------------------ | ------ | ------------------- | -------------------------------------- | ---------- |
| 清和長井           | 4      | 無所属              | 鈴木登美子、渡部正之、鈴木悟司、鈴木裕 | 1          |
| 21爽風会           | 3      | 無所属              | 梅津善之、渡部秀樹、平井直之           | 0          |
| 共創長井           | 4      | 無所属              | 平進介、金子豊美、浅野敏明、竹田陽一   | 0          |
| 新政長井           | 3      | 無所属              | 内谷邦彦、鈴木一則、勝見英一朗         | 0          |
| 会派に属さない議員 | 2      | 日本共産党1 公明党1 | 今泉春江、鈴木英則                     | 1          |
| 計                 | 16     |                     |                                        | 2          |

（2023年5月17日現在）

## 議員報酬等
| 役職   | 議員報酬        | 政務活動費 |
| ------ | --------------- | ---------- |
| 議長   | 月額 43万5000円 | 月額 1万円 |
| 副議長 | 月額 38万5000円 | 月額 1万円 |
| 議員   | 月額 36万0000円 | 月額 1万円 |

- 別途、年2回期末手当あり
- 政務活動費の残金は市に返還する義務がある
- 議員年金は2011年（平成23年）6月1日で廃止されている

## 議会出身者
- 内谷重治 - 長井市長

## 事件・不祥事
- 2024年3月、南陽市竹原の自動車専用道路「梨郷道路」で長井市の市議会議員が運転する乗用車が逆走し、軽乗用車と正面衝突して２人が大けがをした交通事故が発生。市議は過失運転傷害罪で略式起訴され、長井簡易裁判所は罰金50万円の略式命令を出しました。[4]

## その他
- 2010年から毎年6月定例会において、議場や議場に続く通路にアヤメを飾り、市内のあやめまつりをPRしている。
- 議会コンサート - 2024年から音楽を通じて議会を身近に感じてもらおうと、音楽家を招き議場でコンサートを定期的に開催。[5]